# 조기속
조기속은 민어과의 한 속이다.

## 하위 종
- 참조기
- 부세